# Krasković
Krasković is een plaats in de gemeente Čačinci in de Kroatische provincie Virovitica-Podravina. De plaats telt 13 inwoners (2001).